# 食人鱼 (1978年电影)
《食人鱼》（英語：Piranha）是1978年上映的一部美国恐怖喜剧电影，由乔·丹特执导，灵感来自《大白鲨》。它是一部很成功的B级片，开创了《食人鱼》系列，这包括后来的《食人鱼2：繁殖》、1995年同名电影、《食人鱼3D》和《食人鱼3DD》。

## 剧情
两名年轻人夜间到一所废弃的军营里裸泳，结果被食人鱼袭击。二人失踪后，玛吉·麦基翁（Maggie McKeown，海瑟·孟席斯饰）雇佣了酒鬼保罗·戈登（Paul Grogan，布雷德福·迪爾曼饰）作向导，决定找出二人失踪的真相。

## 评价
它刚上映的时候收到的负面评价较多。罗杰·艾伯特说它的特效很糟糕，而且人物动机很奇怪，竟然在明知水里有食人鱼的情况下跳进去。但是它后来却被观众奉为经典邪典电影。